# Astrud Gilberto Now
Astrud Gilberto Now é um álbum de Astrud Gilberto lançado em 1972. O álbum tem participações de Eumir Deodato, Airto Moreira, Mickey Rocker, Billy Cobham, Mike Longo, Ron Carter, entre outros. Destaque para a primeira faixa, que utiliza a adaptação de tema de domínio público brasileiro, e Bridges, versão em inglês do sucesso Travessia, de Milton Nascimento.

## Faixas
1. Zigy Zigy Za - (Astrud Gilberto)
2. Make love to me - (Astrud Gilberto, Eumir Deodato)
3. Baião - (L. Gonzaga, H.T eixeira)
4. Touching You - (P. Adams, D. Jordan)
5. Gingele - (Astrud Gilberto)
6. Take It Easy, my Brother Charlie - (Jorge Ben)
7. Where Have You Been? - (Astrud Gilberto)
8. General da Banda - (J. Alcides, T. Silva, S. de Mello)
9. Bridges - (Milton Nascimento, F. Brant, G. Lees)
10. Daybreak (Walking Out on Yesterday) - (B. Bingham)